# Mauchamps
Mauchamps (prononcé [moʃɑ̃] ) est une commune française située dans le département de l'Essonne en région Île-de-France.
Ses habitants sont appelés les Campusiens.

## Géographie

### Situation

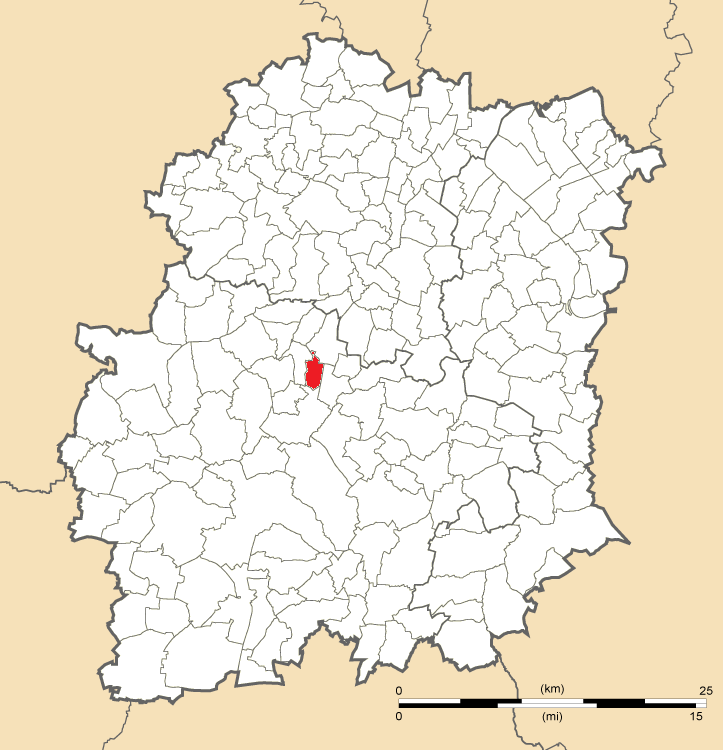
Position de Mauchamps en Essonne.

Mauchamps est située à trente-huit kilomètres au sud-ouest de Paris-Notre-Dame, point zéro des routes de France, vingt-deux kilomètres au sud-ouest d'Évry, onze kilomètres au nord-est d'Étampes, sept kilomètres au sud-ouest d'Arpajon, douze kilomètres au nord-ouest de La Ferté-Alais, quatorze kilomètres à l'est de Dourdan, quatorze kilomètres au sud-ouest de Montlhéry, vingt kilomètres au sud-ouest de Palaiseau, vingt-trois kilomètres au sud-ouest de Corbeil-Essonnes, vingt-quatre kilomètres au nord-ouest de Milly-la-Forêt.

### Communes limitrophes
| Saint-Sulpice-de-Favières |           | Boissy-sous-Saint-Yon |
|                           | Mauchamps | Chamarande            |
| Étréchy                   |           |                       |

### Hydrographie
À part le Fossé 01 du Bois l'Abbé en limite sud-est de la commune, il n'existe aucun réseau hydrographique de surface.

### Voies de communication et transports
La commune est desservie uniquement par les lignes régulières à vocation scolaire 68.06 du réseau de bus Cœur d'Essonne et 68-14 et 913-17 du réseau de bus Essonne Sud Ouest.

### Climat
Pour des articles plus généraux, voir Climat de l'Île-de-France et Climat de l'Essonne.
En 2010, le climat de la commune est de type climat océanique dégradé des plaines du Centre et du Nord, selon une étude du CNRS s'appuyant sur une série de données couvrant la période 1971-2000. En 2020, Météo-France publie une typologie des climats de la France métropolitaine dans laquelle la commune est exposée à un climat océanique altéré et est dans la région climatique Sud-ouest du bassin Parisien, caractérisée par une faible pluviométrie, notamment au printemps (120 à 150 mm) et un hiver froid (3,5 °C).
Pour la période 1971-2000, la température annuelle moyenne est de 10,5 °C, avec une amplitude thermique annuelle de 15,3 °C. Le cumul annuel moyen de précipitations est de 681 mm, avec 11 jours de précipitations en janvier et 7,7 jours en juillet. Pour la période 1991-2020, la température moyenne annuelle observée sur la station météorologique la plus proche, située sur la commune de Fontenay-lès-Briis à 10 km à vol d'oiseau, est de 11,6 °C et le cumul annuel moyen de précipitations est de 696,0 mm,. Pour l'avenir, les paramètres climatiques de la commune estimés pour 2050 selon différents scénarios d'émission de gaz à effet de serre sont consultables sur un site dédié publié par Météo-France en novembre 2022.

### Occupation des solssimplifiée
Le territoire de la commune se compose en 2017 de 89,76 % d'espaces agricoles, forestiers et naturels, 2,42 % d'espaces ouverts artificialisés et 7,82 % d'espaces construits artificialisés.

## Urbanisme

### Typologie
Au 1er janvier 2024, Mauchamps est catégorisée commune rurale à habitat dispersé, selon la nouvelle grille communale de densité à sept niveaux définie par l'Insee en 2022.
Elle est située hors unité urbaine. Par ailleurs la commune fait partie de l'aire d'attraction de Paris, dont elle est une commune de la couronne,. Cette aire regroupe 1 929 communes,.

## Toponymie
Malus campus en 1192,
L'origine du nom de la commune provient de l'expression latine malus campus signifiant « mauvais champs ».
La commune fut créée en 1793 avec son appellation actuelle.

## Histoire
L'histoire du village  au Moyen Âge est méconnue. Il est cependant avéré que ces terres appartenaient à Jean de Montagu, seigneur de Villeconin au XIVe siècle
Le 31 mai 1609, Claude d'Aubray (1526-1609), vivant chevalier, seigneur et baron de Bruyères-le-Châtel, Saint-Sulpice, Mauchamps et Saint-Chéron, trépasse à Paris, âgé de 83 ans. Il est inhumé en l'église Saint-André-des-Arts, près de la muraille du chœur. Ses armes sont : « D'argent à trois trèfles de sable, accompagnés d'un croissant de gueules en abîme »
.

## Politique et administration

### Politique locale
La commune de Mauchamps est rattachée au canton de Dourdan, à l'arrondissement d'Étampes et à la troisième circonscription de l'Essonne.
La commune de Mauchamps est enregistrée au répertoire des entreprises sous le code SIREN 219 103 785. Son activité est enregistrée sous le code APE 8411Z.

### Tendances et résultats politiques
Élections présidentielles, résultats des deuxièmes tours :
- Élection présidentielle de 2002 : 83,24 % pour Jacques Chirac (RPR), 16,76 % pour Jean-Marie Le Pen (FN), 88,63 % de participation[31].
- Élection présidentielle de 2007 : 64,16 % pour Nicolas Sarkozy (UMP), 35,84 % pour Ségolène Royal (PS), 90,86 % de participation[32].
- Élection présidentielle de 2012 : 61,35 % pour Nicolas Sarkozy (UMP), 38,65 % pour François Hollande (PS), 86,83 % de participation[33].

Élections législatives, résultats des deuxièmes tours :
- Élections législatives de 2002 : 64,00 % pour Geneviève Colot (UMP), 36,00 % pour Yves Tavernier (PS), 72,51 % de participation[34].
- Élections législatives de 2007 : 64,41 % pour Geneviève Colot (UMP), 35,59 % pour Brigitte Zins (PS), 61,42 % de participation[35].
- Élections législatives de 2012 : 62,71 % pour Geneviève Colot (UMP), 37,29 % pour Michel Pouzol (PS), 60,39 % de participation[36].

Élections européennes, résultats des deux meilleurs scores :
- Élections européennes de 2004 : 20,00 % pour Patrick Gaubert (UMP), 18,82 % pour Harlem Désir (PS), 44,95 % de participation[37].
- Élections européennes de 2009 : 34,38 % pour Michel Barnier (UMP), 18,75 % pour Harlem Désir (PS), 49,75 % de participation[38].

Élections régionales, résultats des deux meilleurs scores :
- Élections régionales de 2004 : 52,08 % pour Jean-Paul Huchon (PS), 37,50 % pour Jean-François Copé (UMP), 75,13 % de participation[39].
- Élections régionales de 2010 : 52,25 % pour Valérie Pécresse (UMP), 47,75 % pour Jean-Paul Huchon (PS), 56,80 % de participation[40].

Élections cantonales, résultats des deuxièmes tours :
- Élections cantonales de 2004 : 64,29 % pour Claire-Lise Campion (PS), 35,71 % pour Denis Meunier (DVD), 74,62 % de participation[41].
- Élections cantonales de 2011 : 63,03 % pour Christine Dubois (UMP), 36,97 % pour Claire-Lise Campion (PS), 66,03 % de participation[42].

Élections municipales, résultats des deuxièmes tours :
- Élections municipales de 2001 : données manquantes.
- Élections municipales de 2008 : 91 voix pour Jean-Yves Offrete (?), 74,63 % de participation[43].

Référendums :
- Référendum de 2000 relatif au quinquennat présidentiel : 79,10 % pour le Oui, 20,90 % pour le Non, 37,16 % de participation[44].
- Référendum de 2005 relatif au traité établissant une Constitution pour l'Europe : 50,34 % pour le Oui, 49,66 % pour le Non, 79,17 % de participation[45].

### Jumelages
| Mauchamps Hoßkirch |

Mauchamps a développé des associations de jumelage avec :
- Hoßkirch (Allemagne) depuis 1988, en allemand Hoßkirch, située à 542 kilomètres[46].

## Population et société

### Démographie

#### Évolution démographique
L'évolution du nombre d'habitants est connue à travers les recensements de la population effectués dans la commune depuis 1793. Pour les communes de moins de 10 000 habitants, une enquête de recensement portant sur toute la population est réalisée tous les cinq ans, les populations de référence des années intermédiaires étant quant à elles estimées par interpolation ou extrapolation. Pour la commune, le premier recensement exhaustif entrant dans le cadre du nouveau dispositif a été réalisé en 2008.

En 2022, la commune comptait 379 habitants, en évolution de +38,83 % par rapport à 2016 (Essonne : +2,89 %, France hors Mayotte : +2,11 %).
| 1793 | 1800 | 1806 | 1821 | 1831 | 1836 | 1841 | 1846 | 1851 |
| ---- | ---- | ---- | ---- | ---- | ---- | ---- | ---- | ---- |
| 166  | 172  | 159  | 143  | 133  | 117  | 100  | 103  | 101  |

| 1856 | 1861 | 1866 | 1872 | 1876 | 1881 | 1886 | 1891 | 1896 |
| ---- | ---- | ---- | ---- | ---- | ---- | ---- | ---- | ---- |
| 101  | 108  | 121  | 113  | 103  | 103  | 120  | 110  | 132  |

| 1901 | 1906 | 1911 | 1921 | 1926 | 1931 | 1936 | 1946 | 1954 |
| ---- | ---- | ---- | ---- | ---- | ---- | ---- | ---- | ---- |
| 108  | 99   | 100  | 112  | 111  | 115  | 118  | 106  | 113  |

| 1962 | 1968 | 1975 | 1982 | 1990 | 1999 | 2006 | 2008 | 2013 |
| ---- | ---- | ---- | ---- | ---- | ---- | ---- | ---- | ---- |
| 103  | 113  | 114  | 206  | 247  | 273  | 287  | 291  | 276  |

| 2018 | 2022 | - | - | - | - | - | - | - |
| ---- | ---- | - | - | - | - | - | - | - |
| 278  | 379  | - | - | - | - | - | - | - |

#### Pyramide des âges
En 2018, le taux de personnes d'un âge inférieur à 30 ans s'élève à 34,9 %, soit en dessous de la moyenne départementale (39,9 %). À l'inverse, le taux de personnes d'âge supérieur à 60 ans est de 24,1 % la même année, alors qu'il est de 20,1 % au niveau départemental.
En 2018, la commune comptait 139 hommes pour 139 femmes, soit un taux de 50,00 % de femmes, légèrement inférieur au taux départemental (51,02 %).
Les pyramides des âges de la commune et du département s'établissent comme suit.
| Hommes | Classe d’âge | Femmes |
| ------ | ------------ | ------ |
| 0,0    | 90 ou +      | 0,7    |
| 3,6    | 75-89 ans    | 7,2    |
| 19,4   | 60-74 ans    | 17,3   |
| 26,6   | 45-59 ans    | 24,5   |
| 15,8   | 30-44 ans    | 15,1   |
| 16,5   | 15-29 ans    | 17,3   |
| 18,0   | 0-14 ans     | 18,0   |

| Hommes | Classe d’âge | Femmes |
| ------ | ------------ | ------ |
| 0,5    | 90 ou +      | 1,4    |
| 5,4    | 75-89 ans    | 7,2    |
| 12,9   | 60-74 ans    | 13,9   |
| 20     | 45-59 ans    | 19,4   |
| 19,9   | 30-44 ans    | 20,1   |
| 20     | 15-29 ans    | 18,2   |
| 21,3   | 0-14 ans     | 19,8   |

### Enseignement
Les élèves de Mauchamps sont rattachés à l'académie de Versailles. La commune ne dispose d'aucun établissement sur son territoire.

### Lieux de culte

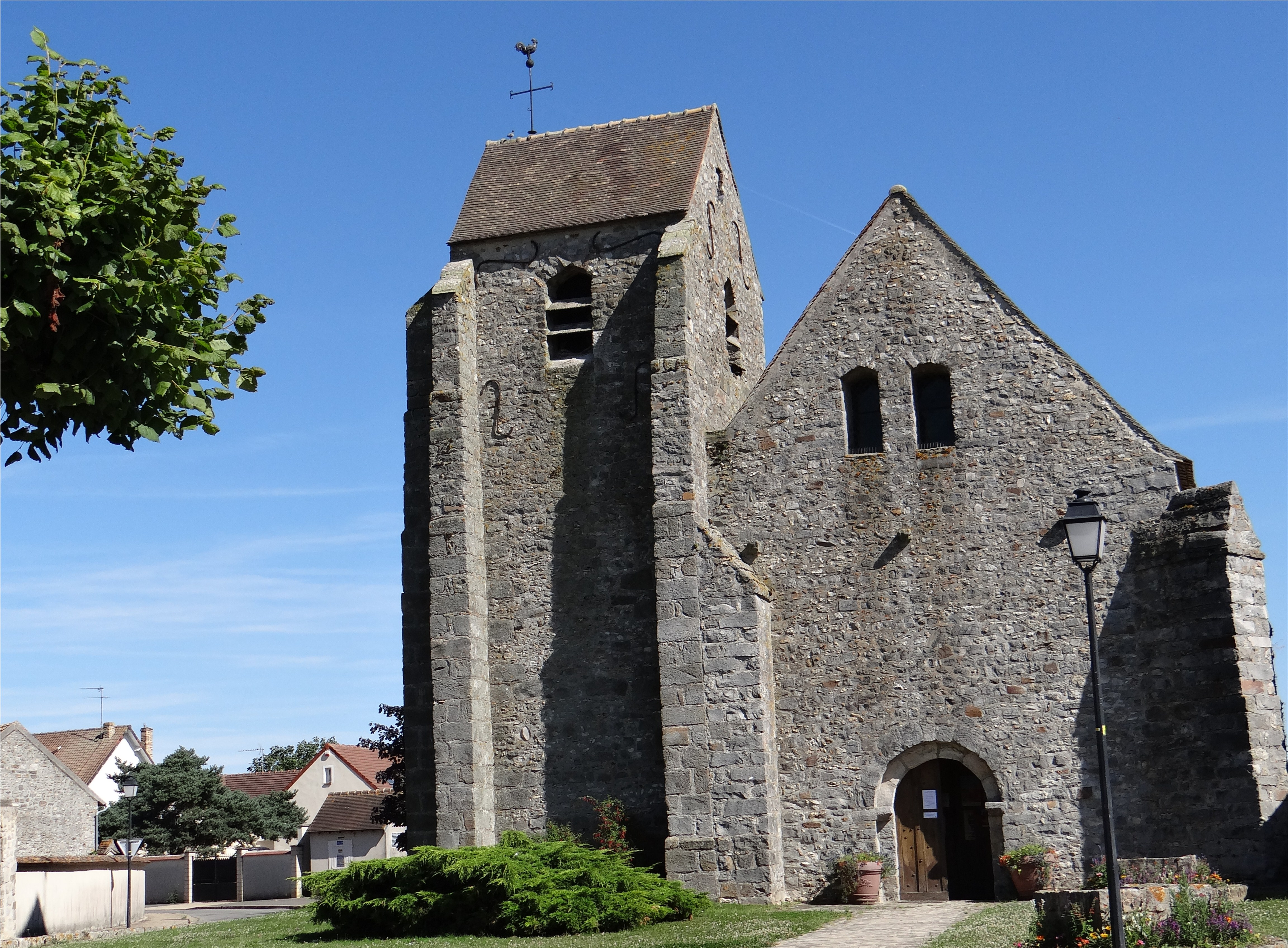
L'église Saint-Jean-Baptiste.

La paroisse catholique de Mauchamps est rattachée au secteur pastoral des Trois Vallées-Arpajon et au diocèse d'Évry-Corbeil-Essonnes. Elle dispose de l'église Saint-Jean-Baptiste.
Le 3 mai 1970, Emil Cioran notait dans ses Cahiers : « Près de Saint-Sulpice-de-Favières, il y a un petit patelin, Mauchamp [sic], dont la petite église est des plus touchantes. (...) Mais aujourd'hui, horreur, je vois qu'on a construit une sorte de remise attenante à un entrepôt, nouvellement ouvert. L'église en est écrasée. (...) Heureusement que je me suis proposé de ne plus jamais me mettre en colère devant la barbarie des civilisés. »

### Médias
L'hebdomadaire Le Républicain relate les informations locales. La commune est en outre dans le bassin d'émission des chaînes de télévision France 3 Paris Île-de-France Centre, IDF1 et Téléssonne intégré à Télif.

## Économie

### Emplois, revenus et niveau de vie
En 2006, le revenu fiscal médian par ménage était de 27 239 €, ce qui plaçait la commune au 197e rang parmi les 30 687 communes de plus de cinquante ménages que compte le pays et au dix-septième rang départemental.
| Répartition des emplois par catégories socioprofessionnelles en 2006. |              |                                           |                                                   |                            |                          |                           |
|                                                                       | Agriculteurs | Artisans, commerçants, chefs d’entreprise | Cadres et professions intellectuelles supérieures | Professions intermédiaires | Employés                 | Ouvriers                  |
| Mauchamps                                                             | -            | -                                         | -                                                 | -                          | -                        | -                         |
| Zone d'emploi de Dourdan                                              | 0,7 %        | 6,0 %                                     | 18,9 %                                            | 28,5 %                     | 26,3 %                   | 19,6 %                    |
| Moyenne nationale                                                     | 2,2 %        | 6,0 %                                     | 15,4 %                                            | 24,6 %                     | 28,7 %                   | 23,2 %                    |
| Répartition des emplois par secteurs d’activités en 2006.             |              |                                           |                                                   |                            |                          |                           |
|                                                                       | Agriculture  | Industrie                                 | Construction                                      | Commerce                   | Services aux entreprises | Services aux particuliers |
| Mauchamps                                                             | -            | -                                         | -                                                 | -                          | -                        | -                         |
| Zone d'emploi de Dourdan                                              | 1,7 %        | 10,4 %                                    | 7,5 %                                             | 11,8 %                     | 21,6 %                   | 6,9 %                     |
| Moyenne nationale                                                     | 3,5 %        | 15,2 %                                    | 6,4 %                                             | 13,3 %                     | 13,3 %                   | 7,6 %                     |
| Sources : Insee,                                                      |              |                                           |                                                   |                            |                          |                           |

## Culture locale et patrimoine

### Patrimoine environnemental
La commune a été récompensée par une fleur au concours des villes et villages fleuris.
Les bois au nord du territoire ont été recensés au titre des espaces naturels sensibles par le conseil départemental de l'Essonne.

### Patrimoine architectural
L'église Saint-Jean-Baptiste a été inscrite aux monuments historiques le 8 juin 1926.

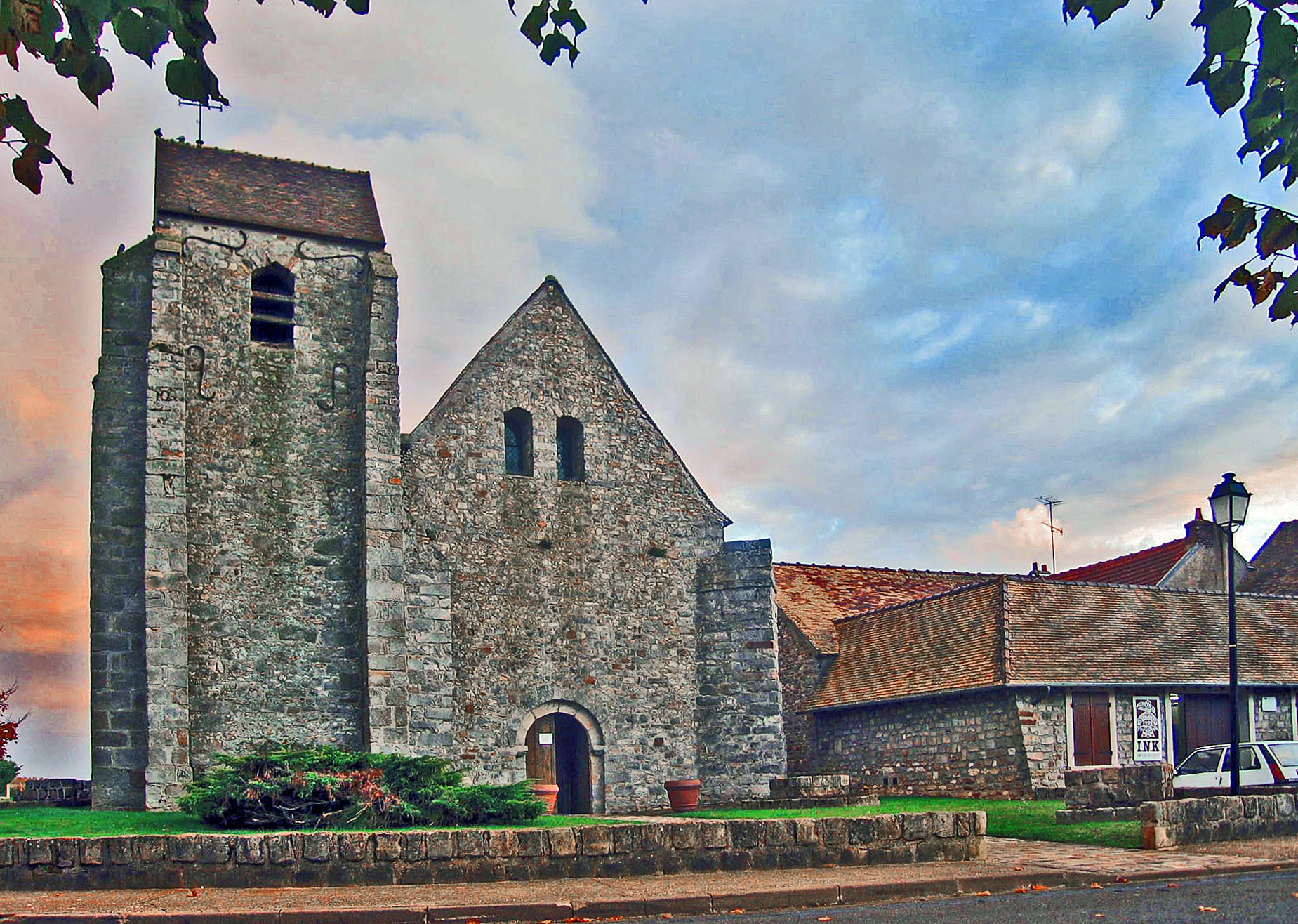
L'église Saint-Jean-Baptiste.
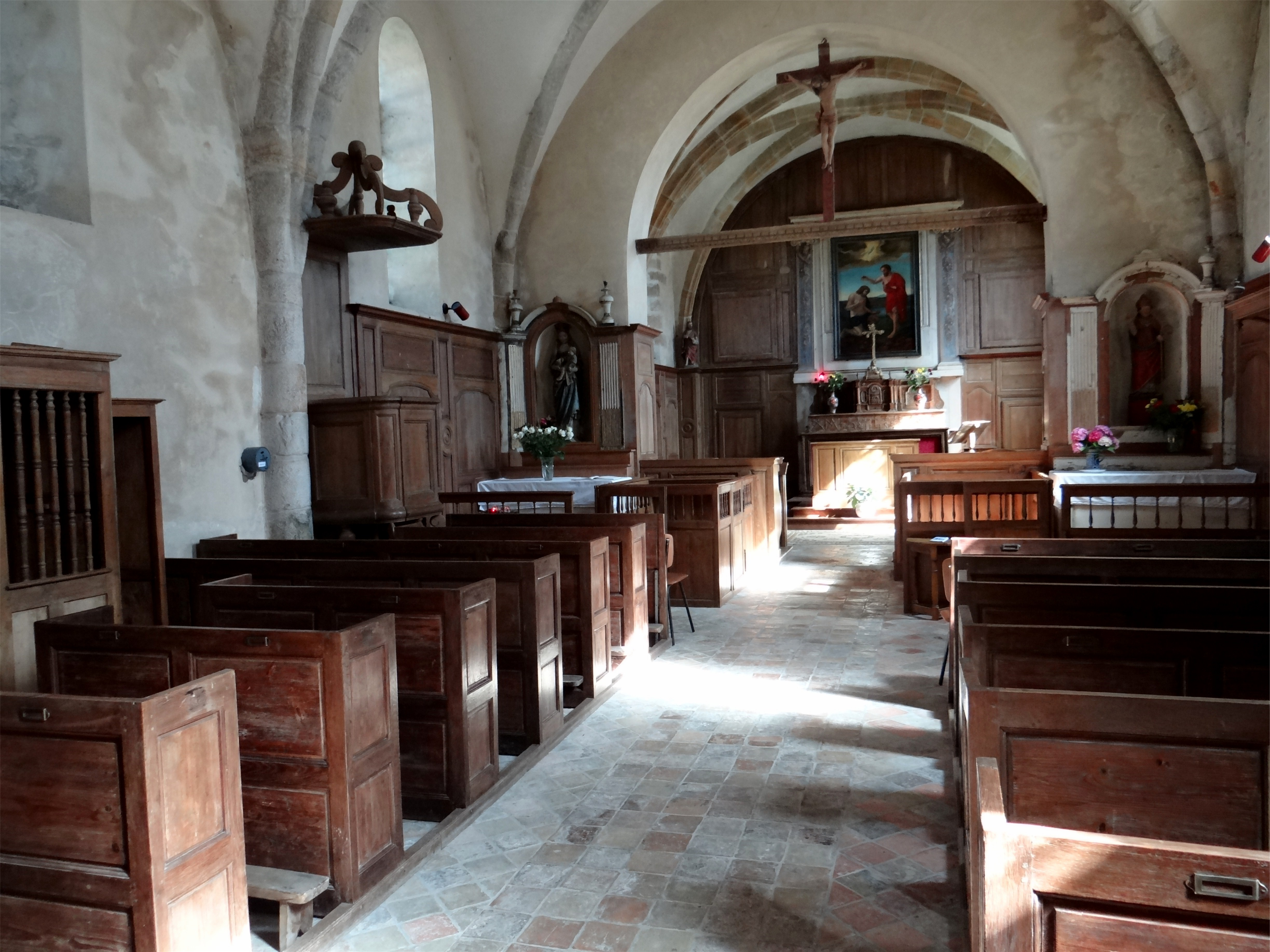
L'intérieur de l'église Saint-Jean-Baptiste.

### Héraldique
| Blason de Mauchamps | Blason  | De sinople au bouquet de trois épis de blé d'or séparés de deux chardons d'argent, au chef cousu d'azur chargé d'un agneau pascal aussi d'argent accosté de deux fers à cheval aussi d'or. |
| Blason de Mauchamps | Détails | |